# Берестянки
Берестянки́ — село в Україні, у Балаклійському районі Харківської області. Населення становить 15 осіб. До 2020 орган місцевого самоврядування — Петрівська сільська рада.

## Історія
Село постраждало внаслідок геноциду українського народу, проведеного урядом СССР в 1932—1933 роках, кількість встановлених жертв у Завгородньому, Петровському, Берестянці (тодішні документи — Бересті), Протопопівці — 586 людей.
12 червня 2020 року, відповідно до Розпорядження Кабінету Міністрів України  № 725-р «Про визначення адміністративних центрів та затвердження територій територіальних громад Харківської області», увійшло до складу Балаклійської міської територіальної громади.
19 липня 2020 року, в результаті адміністративно-територіальної реформи та ліквідації Балаклійського району, село увійшло до складу новоутвореного Ізюмського району.

### Також
- Перелік населених пунктів, що постраждали від Голодомору 1932-1933, Харківська область

## Географія
Село Берестянки знаходиться біля балки Гунний Яр, за 2 км від села Протопопівка. Поруч протікають річки Беречка і Сіверський Донець.